# Becquerel (mjesečev krater)
Becquerel je mjesečev udarni krater koji leži na sjevernoj hemisferi na dalekoj strani Mjeseca. Ovo je drevna i jako istrošena formacija koju je teško prepoznati kao krater. Vanjski rub je istrošen i preoblikovan i danas tvori neravno, planinsko područje oko ravnije unutrašnjosti.
Najznačajnija formacija na rubu je Becquerel X, koji je dio dvostrukog kratera duž sjeverozapadnog ruba. Postoji kratka dolina paralelna s jugozapadnim rubom, najvjerojatnije nastala spajanjem nekoliko malih kratera. Unutrašnji pod Becquerela je relativno ravan, ali s grubim dijelovima i nekoliko sićušnih kratera koji označavaju površinu. Postoji tamna mrlja (nizak albedo) na podu blizu južnog ruba.
Zapadno od Becquerela su H. G. Wells i Tesla, sjeverno Segers, sjeveroistočno Bridgman, a južno Van Maanen.
Naziv kratera usvojio je IAU 1970.

## Satelitski krateri
Prema konvenciji, te se značajke identificiraju na lunarnim kartama postavljanjem slova na onu stranu središnje točke kratera koja je najbliža Becquerelu.
| bekerela | Zemljopisna širina | Zemljopisna dužina | Promjer |
| -------- | ------------------ | ------------------ | ------- |
| E        | 41.0° N            | 131,5° E           | 32 km   |
| F        | 40,9° S            | 132,9° istočno     | 21 km   |
| W        | 42,2° S            | 126,9° istočno     | 27 km   |
| x        | 42,2° S            | 128,1° istočno     | 34 km   |

## Vanjske poveznice
|  | Zajednički poslužitelj ima još gradiva o temi Becquerel (mjesečev krater) |